# Екатерининский театр (Кременчуг)
Екатерининский театр — драматический театр, основанный в городе Кременчуг во второй половине XIX века. Также назывался зимним (тёплым), каменным и театром Немеца. В советские годы восстановленный после революции и гражданской войны театр был переименован в честь большевика Якова Ревенко. Театр продолжал действовать в период немецкой оккупации во время Второй мировой войны, нося имя Ивана Тобилевича. Был разрушен немцами в 1943 году при отступлении.

## История

### Екатерининский театр в Российской империи
В XIX веке Кременчуг был крупным торговым и промышленным городом Российской империи, с многочисленными учебными заведениями. Активно развивалась и культурная жизнь города. В 1876 (по другим данным, в 1871) году в доме на улице Екатерининская (ныне — Соборная) в каменном здании бывшего отеля открылся театр. Здание принадлежало подполковнику Павлу Козельскому, владельцу нескольких домов, любителю искусств и театралу. Открывшийся театр изначально не имел собственной труппы и передавался в антрепризу труппам из других городов: в 1878—1879 годах в театре один сезон играла русская труппа Кропивницкого Марка Лукича, затем Кропивницкий стал режиссёром труппы Лавровской. В труппе Выходцева Григория Алексеевича он также познакомился с Загорским Иваном Васильевичем, с которым впоследствии проработал многие годы.

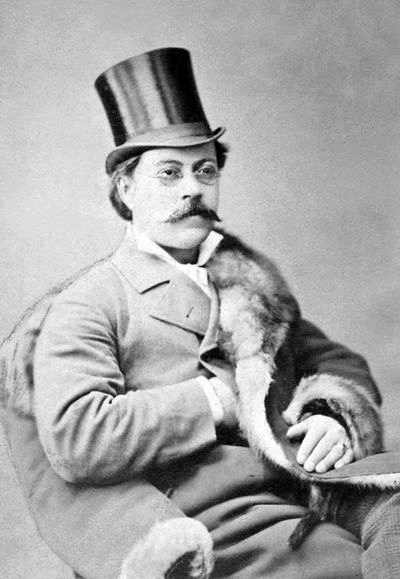
Григорий Андреевич Ашкаренко, актёр и постановщик театра

В 1880 году арендатором театра стал актёр и драматург дворянского происхождения Григорий Андреевич Ашкаренко. Кропивницкий стал режиссёром основанной Ашкаренко русской труппы. Труппа не имела особого успеха и находилась в бедственном положении: публика так редко посещала театр, что антрепренёру не хватало средств на оплату труда актёров. Кропивницкий и Ашкаренко пришли к идее ставить помимо русских также пьесы на украинском языке. В 1881 году по приглашению Кропивницкого в город приехал Николай Карпович Садовский из династии Тобилевичей. Кропивницкий имел целью уговорить Садовского, действующего офицера армии, попробовать себя на театральном поприще. Ашкаренко, из труппы которого незадолго до этого сбежал с авансом один из артистов, активно поддержал эту идею. Саксаганский вступил в труппу, после чего антрепренёр запросил у властей разрешение на постановки на украинском языке (деятельность украинских театров с 1876 года была ограничена подписанным Александром II Эмсским указом). Получив разрешение, актёры пригласили в труппу актрису Наталью Жаркову из Полтавы и приступили к репетициям. Первым поставленным на украинском языке спектаклем стала «Наталка Полтавка» Котляревского. За ней последовали «Сватанье на Гончаровке», «Искренняя любовь» и «Шельменко-денщик» Квитки-Основьяненко, «Дай сердцу волю — заведёт в неволю» Кропивницкого, «Гаркуша» Стороженко и «Кум Мирошник» Дмитренко. После успеха в Кременчуге труппа отправилась на гастроли, где к ним присоединилась харьковская актриса А. Маркова (Оденцова).
Кропивницкий и Садовский покинули труппу и вернулись в Елизаветград (ныне — Кропивницкий). Русская труппа Ашкаренко же продолжала ставить спектакли на украинском, в частности, пьесу Тараса Шевченко «Назар Стодоля», главные роли в которой исполнили сам Ашкаренко и Теофилия Лютомская (Бачинская). Когда осенью 1881 года поправка к Эмсскому указу сняла ограничение на деятельность украиноязычных трупп, Садовский и Кропивницкий образовали в Елисаветграде украинскую труппу, получившую впоследствии название «Театр корифеев», и начали активно гастролировать по стране. В Петербурге спектакли несколько раз посещал император Александр III. Однако всего пару лет спустя, в 1883 году, Киевский генерал-губернатор Дрентельн запретил украинские труппы на подвластной ему территории, в которую входила и Полтавщина.
После Ашкаренко около 10 лет Кременчугский театр арендовал антрепренёр Николай Трофимович Филипповский. В этот период, в 1888 году, Козельский продал театр Ицке Гершовичу Немцу, сыну видного кременчугского фабриканта (в городе сохранился особняк Немеца). Вскоре после этого театр «значительно подновился» и в декоративном отношении «принял гораздо лучший вид». Была также запланирована его электрификация.
При Филипповском одной из актрис театра стала Елизавета Андреевна Потоцкая. В 1890 году в труппе дебютировал актёр из Полтавы Лев Родионович Сабинин. По приглашению Филипповского приезжал на один сезон русский поэт, актёр и авиатор Каменский Василий Васильевич. Отыграл сезон Лирский Павел Александрович, несколько сезонов работал Любин Яков Маркович. В 1892 году издание «Артист» писало:
Кременчугские обыватели имеют из года в год постоянный зимний театр с ежегодно обновляемой, более или менее, приличной труппой, тогда как такие большие города, как Херсон, Екатеринослав, Полтава, Елизаветград и другие южные города, стоящие несравненно выше Кременчуга, как по количеству народонаселения, так и вообще в общественном и экономическом отношении, не имеют постоянного зимнего театра и только пробавляются изредка приезжающими гастрольными труппами
На протяжении 1889—1894 годов труппа поставила пьесы «Медведь», «Трагик поневоле», «Предложение», «Гроза», «Горе от ума», «Свадьба Фигаро», «Генрих Гейне», затем последовали менее классические «Изломанные люди», «Блуждающие огни», «Школьная пара», «В старые годы», «Каширская старина», «Школа жен», «Клятва у гроба», «Светит, да не греет» и другие. В театр приезжала труппа Императорского Александринского театра со спектаклями «Ревизор», «Горе от ума», «Мертвые души» и другими. После снятия ограничений Кременчуг вновь стал центром развития театра на украинском языке: в 1897 году в городе состоялась премьера пьесы Ивана Карповича Тобилевича «Бурлак». Сам Иван Карпович, как и Панас Карпович Саксаганский из той же династии, были частыми гостями города.

Город тем временем активно развивался: в 1899 году мимо театра по Екатерининской улице запустили электрический трамвай. После 1901 года было частично засыпано болото на Ярмарочной площади. Покровская улица (ныне Гагарина) была продлена через бывшее болото до пересечения с Екатерининской. Театр, таким образом, оказался на пересечении двух улиц. С этого момента Покровская улица стала именоваться Театральной. Открывались и новые культурные учреждения, в частности, летний театр в Городском саду и Пушкинская народная аудитория, где также начали ставиться спектакли. Виталий Семёнович Макаренко, брат будущего педагога Антона Семёновича Макаренко, писал в этот период: 
Кременчуг, несмотря на то что он был только уездным городом, был гораздо культурнее и оживленнее губернского города Полтавы. Не говоря уже о том, что в Кременчуге имелся постоянный театр (драматический), театр оперетки, театр миниатюры, позже открылись 4-5 шикарных кинематографа, имелась прекрасная новая аудитория, — Кременчуг постоянно посещался гастролёрами
В период с 1903 по 1910 год Филипповского в зимнем театре периодически заменяла дворянка Варвара Федоровна Аничкова. На это время пришлась Революция 1905—1907 годов, которая затронула и театр: в помещении проводились митинги. Забастовка осенью 1905 года застала труппу корифеев на пути в Кременчуг: Саксаганский с частью актёров успел добрался до города, часть во главе с Карпенко-Карым задержалась в Полтаве. В результате Саксаганский остался в Кременчуге без денег и при этом не мог организовать спектакли: реквизит застрял в дороге из-за забастовки, а в помещении театра целыми днями проходили митинги. Активно выражающие своё недовольство сложившейся ситуацией актёры получили из-за этого репутацию черносотенцев.
После революции культурная жизнь города возобновилась. Продолжали параллельно развиваться украинский и русский театры. С 1905 по 1908 год в городе действовала украинская труппа Фёдора Левицкого и Лидии Квитки. В 1906 году в городе была отпразднована годовщина Шевченко. В 1907 году вновь приезжала труппа Саксаганского. В 1908 году со спектаклями «Электра» и «У царских ворот» выступала русская труппа Всеволода Мейерхольда, отделившаяся от труппы Веры Комиссаржевской. Вместе с тем новое развитие получил еврейский театр. В 1905 году был снят существовавший с 1883 года запрет на постановки на идиш (до этого еврейские труппы выступали на немецком). В Кременчуге доля еврейского населения составляла до 50 процентов, что обусловило активное развитие еврейской ветви театральной жизни города. В 1906 году выступала труппа Авраама Алтера Фишзона, на следующий год Фишзон приехал вновь, взяв в компаньоны Якова Либерта. В 1908—1909 годах в городе гастролировали труппа Якова (Янкеля) Спиваковского и Краузе, театр Переца Гиршбейна и труппа Довида-Мойше Сабая. В 1910 году появилась любительская еврейская труппа, к 1912 году получившая собственную сцену — русско-еврейский театр Миниатюр, где и проработала последующие годы.
В зимнем театре к 1910 году антрепренёром стал Яков Владимирович Лихтер. В этот период в театре с «Вампукой» выступала Петербургская труппа «Кривое зеркало». По воспоминаниям актёра Николая Николаевича Евреинова, Кременчугской публике настолько не по вкусу пришлась современная постановка столичного театра, что актёрам пришлось «задворками» добираться до вокзала, опасаясь столкновения с возмущёнными зрителями. В 1912 году в театре в течение двух летних месяцев давались миниатюры Петербургской труппы Барбе, к которым публика также вначале отнеслась «с недоверием», однако вскоре театр был ежедневно переполнен. Ставились отрывки из оперетт «Красное солнышко» и «Прекрасная Елена».
С 1912 по 1914 год антрепренёром театра служил Рувин Вольфович (Родион Владимирович) Олькеницкий (1868—1936), при нём в театре играла труппа Александра Константиновича Лошивского (Шиловского). Антрепренёр руководил также открывшимся театром «Фарс» и арендовал Городской сад. Летний театр в саду в этот период использовался украинскими труппами. Художественным руководителем Екатерининского зимнего театра был брат Олькеницкого, актёр и режиссёр Станислав Иванович Сорочан. В 1913 году в театре состоялся бенефис Сорочана в пьесе Фабера «Вечная любовь», актёр также играл роль в комедии-шарже Гарина «Женский парламент». Помимо этого ставились, в частности, спектакли «Ревизор» Гоголя, «Дядя Ваня» Чехова, «Ключи счастья» Вербицкой и «Нора» Ибсена. В марте в театре проходили гастроли Петербургского театра миниатюр «Люна» и единственной в Европе труппы лилипутов Кобыльского.
Летом 1913 года газета «Приднепровский голос» отмечала бедственное положение Кременчугских театров из-за их переизбытка: «за какой-нибудь десяток лет, вместо одного театра, в городе народилось их шесть». Журналисты заключили: «Ошибочно думать, что улучшением технических условий театральных зданий можно повысить посещаемость театра». В том же году Екатерининский театр был закрыт для расширения и ремонта. Вновь двери открылись для зрителей осенью. Газета писала: «Перестроенное и расширенное здание театра производит прекрасное впечатление. Первый момент кажется, что театр даже стал меньше. Но когда вглядитесь, то заметите, что он раскинулся вширь в глубь…Внутри театр окрашен в оливковый тон. Такого же цвета барьеры лож, занавес и пр. Освещение потолка очень красивое. Прежняя „дыра“ для оркестра заделана. Партер от сцены отделен площадочкой, покрытой зеленым сукном (авансцена), благодаря чему все происходящее на сцене представляется более ясным. Получается впечатление, что действие разыгрывается не за рампой, а здесь же, в зрительном зале. Нововведение чрезвычайно интересное. Оно же дает возможность скрыть от глаз зрителя суфлерскую будку. Расширены коридоры и улучшен общий вид театра». Из той же газеты можно узнать, что спектакли начинались в 20:30 и зачастую заканчивались уже после полуночи. Стоимость билетов варьировалась от 15 копеек до полутора рублей.
В обновлённом театре в период до конца 1914 года были поставлены «Царь Эдип», «Казнь», «Старый закал», «Отравленная совесть», «Сестра милосердия», «В неравной борьбе», «Тайна замка Чайнтворт», «Муж знаменитости», «Мизерере» и «Клара Штейнберг». К столетию со дня рождения Михаила Юрьевича Лермонтова прошла постановка «Маскарад». В октябре 1914 года в городе был открыт отдел Всероссийского театрального общества.
С началом революционных событий деятельность театра вновь была нарушена. Украинская актриса Мария Константиновна Заньковецкая, приехав в 1917 году в Кременчуг, написала: «Если еще долго будут продолжаться чтения лекций и устройство митингов в театрах, то не только без штанов, но даже без голов мы все останемся…». В годы гражданской войны театр был закрыт.

### Театр Ревенко в советский период
После установления советской власти театр перешёл в ведомство государства. Вскоре после окончания войны здание было восстановлено по проекту местного архитектора Льва Мироновича Шлапаковского и открыло свои двери для посетителей в 1922 году. Новый театр стал носить имя Якова Ревенко — кременчугского рабочего-красногвардейца, боровшегося за установление власти большевиков. Валентина Тимофеевна Федько в своих воспоминаниях так описывала театр: «белокаменный, с партером, галеркой и ложами, обитыми синим бархатом. Таким был и занавес». Однако послевоенные годы имели свою специфику: приехавшая в 1924 году на гастроли украинская труппа театра Заньковецкой вспоминала «ободранное, холодное здание театра» и актёров на ролях «истопников» и грузчиков угля. На период пребывания труппы в городе пришлась смерть Ленина: из-за траура театр утратил свою публику и, как писал корреспондент журнала «Литература. Наука. Искусство», труппа вынуждена была уехать из города из-за «буржуазной привычки» есть хотя бы раз в день.
В том же году для реорганизации театральной деятельности было учреждено Управление гостеатрами. Театр был отремонтирован. Известно, что в управлении и самом театре работал Кононенко Анатолий Иванович, будущий главный архитектор Московской области. Газета «Жизнь искусства» писала: «За год работы в новых условиях строгой организации всего дела Управление сумело выйти из старой задолженности, изжить дефицитность предприятия и даже приобрести театральное имущество, как-то: новые декорации, бутафорию и т. п.». Особое внимание в театре стало уделяться идеологической составляющей: управление ставило целью «приблизить рабочую массу к театру» и дать населению города «возможность знакомиться со всеми видами искусства». В театре были представлены русская драма, с преобладающими постановками революционного характера (82 % за сезон), опера, оперетта русская и еврейская, украинский театр им. Шевченко. Зрителю была также дана «возможность определить свои отношения к новым течениям»: в Кременчуг были приглашены новые Государственный Еврейский Театр (Госет) и Украинский Державный Театр имени Франко. Газета заключала: «Несмотря на новизну форм конструктивных постановок этих театров, обе труппы имели определенный успех и породили симпатии рабочей массы к новому театру, что важно отметить как момент воспитательного характера».
Изначальный курс советской власти на поддержку народов страны и их языков (см. Коренизация), таким образом, вновь привёл к параллельному сосуществованию в театре русских, украинских и еврейских трупп. Федько вспоминала, что в театре проходили представления театра русской драмы с Верой Петровной Марецкой, Одесской оперы, театра имени Моссовета. Гастролировала Дарья Васильевна Зеркалова, братья Адельгейм, успехом пользовалась еврейская труппа с Кларой Юнг, Михаилом Епельбаумом, Анной Яковлевной Гузик. Активно ставились новые советские произведения: в 1924—1925 годах в репертуаре были пьесы «Митька на царстве», «Воздушный пирог», «Кронпринц», «В глухом царствовании», «Игуменья Митрофания», «Георгий Гапон», «За океаном» и другие. Газета «Новый зритель» в 1925 году писала: «Управление Гостеатров и коллектив взяли ориентацию на рабочего зрителя, что видно из объявленного репертуара». В 1929 году на приезжал театр «Шахтёрка Донбасса» с пьесами «Огненный мост», «Черное пламя», «Смутная земля», «Рычи, Китай», «Швейк», «Союз честных людей» и другие. Шла также постановка «Платон Кречет» по пьесе Корнейчука.

Актриса Наталья Ужвий в Кременчуге (1924 год)

Вместе с тем продолжали ставиться классические произведения. Наталья Михайловна Ужвий играла в спектакле «Ой не ходи, Грицю, та й на вечорниці». Пётр Милорадович играл Гарпагона в пьесе «Скупой» Мольера. С театром имени Шевченко приезжал Твердохлеб Иван Иосифович. Некоторое время режиссёром и актёром театра выступал Комиссаров Николай Валерианович, играли актёры Казико Ольга Георгиевна и Павел Значковский. В 1926 и 1927 годах с гастролями вновь приезжал театр имени Заньковецкой: Козачковский Домиан Иванович писал, что залы были переполнены и постановка «Вий» собрала аншлаги. Рецензия газеты «Кременчугский рабочий» однако вызвала негодование Харьковского журнала «Новое искусство», который назвал театр «Кременчугским театриком». Не обходилось в городе и без курьезов: во время одного из спектаклей актёры по ходу пьесы съели пирожки, которые были облиты керосином «с целью сохранения „реквизита“».
По воспоминаниям современников, в 1930-е годы «уютный, с хорошей акустикой» театр «никогда не пустовал», привлекая знаменитых артистов: Марию Ивановну Литвиненко-Вольгемут, Ивана Сергеевича Паторжинского, Оксану Андреевну Петрусенко. Выступали коллективы Киева, Харькова и других городов, спектакль «Ой, не ходи, Грицю, та й на вечорниці» с Уживий и Гнатом Петровичем Юра шёл с большим успехом. Само здание описано как ничем не выделяющееся снаружи, однако внутри зрителя ждал «чудесный зрительный зал с партером, в четыре яруса ложами, бельэтажами и балконами».
В 1939 году местная газета по случаю празднования 80-летия со дня рождения классика еврейской литературы писала: «В театре им. Ревенко состоялось заседание шолом-алейхемского юбилейного комитета вместе с представителями партийных, комсомольский и профсоюзных организаций и стахановцами города. Юбилей Шолом-Алейхема превратился в большой международный праздник». В момент нападения Германии на СССР в июне 1941 года на гастролях в Кременчуге был Одесский государственный еврейский театр, застрявший в городе в «панике первых военных дней».

### Театр Тобилевича при немецкой оккупации
Осенью 1941 года город был оккупирован немецкими войсками. Театру было позволено продолжить работу, он был переименован в честь Ивана Тобилевича. Режиссёром стал Фёдор Митин. Некоторые спектакли также ставили Григорий Пелашенко и Николай Баль. В труппе состояли Мезенцев, Белов, Трохимов, Гайдученко, Рубинчук, Цыбенко. Актёр Борис Лукьянов принимал участие в обороне Полтавы, был схвачен немцами и отправлен в лагерь для военнопленных в Кременчуг, откуда бежал. Ему удалось достать новое удостоверение и разрешение на проживание в городе и устроиться в театр. Схожая судьба была у Баля: актёр пошёл добровольцем на фронт, был ранен и попал в плен, откуда бежал в родной Кременчуг.
На сцене театра ставились украинские классические спектакли, исполнялись народные песни. Весь репертуар проходил строгую цензуру: в частности, была запрещена постановка по поэме Шевченко «Гайдамаки». В силу проводимой оккупационными властями политики из театра исчезли еврейская и русская составляющая. Изредка выступали немецкие фронтовые артисты, театр часто посещался солдатами гитлеровской коалиции. Для горожан активно проводились мероприятия украинской националистической и антисоветской направленности (см. Пропаганда на оккупированных территориях). Осенью 1941 была проведена обязательная к участию конференция учителей Кременчугского района, на которой поднималась тема «борьбы с Москвой». В зале были вывешены портреты Петлюры, Коновальца и других деятелей украинского националистического движения. В стенах здания также проходили агитационные лекции с призывом к Кременчугской молодёжи добровольно ехать на работу в Германию (см. Остарбайтеры).
Большое влияние на деятельность театра оказала походная группа ОУН из Галиции, чьей обязанностью была создание подконтрольных националистам органов власти, прессы и учреждений культуры в оккупированных центральных, восточных и южных регионах Украины. Созданная галичанами газета «Днепровская волна» (см. Пресса на оккупированной территории) часто анонсировала проводимые в театре мероприятия и иногда публиковала рецензии. Так, когда в театре была поставлена пьеса Бориса Дмитриевича Гринченко «Степной гость», газета писала, что Кременчугский «неподготовленный зритель» из-за многолетнего влияния «московско-жидовских лжецов» не мог в полной мере воспринять постановку об «освободительной борьбе украинского народа против гнёта польского панства» (см. Восстание Хмельницкого). Однако, по мнению редакции, цель донести историческую правду и вызвать «законную ненависть к многовековым врагам Украины» была достигнута.
Культура была тесно связана с политикой и находилась под её влиянием. Ученики вновь открывшейся довоенной музыкальной школы имени Николая Лысенко под руководством кременчужанки немецкого происхождения Леонтины Михайловны Дитлинг-Кокиной дали свой первый концерт в театре для солдат немецкого вермахта через 5 дней после начала оккупации. 22 июня 1942 года школа дала праздничный концерт в честь годовщины вторжения Германии в СССР. В концерте участвовала и открывшаяся при театре балетная труппа под руководством Артёменко. Оркестр играл в апреле 1942 года на праздновании дня рождения Гитлера, на сцене был установлен украшенный живыми цветами портрет «освободителя». При театре действовала и довоенная хоровая капелла, возглавляемая Александрой Миновной Сапсай, сестрой основателя капеллы и женой бывшего старшины армии УНР, арестованного в 1937 году советской властью. Все выступления капеллы начинались с гимна «Ще не вмерла України». По рекомендации главы оккупационного отдела образования исполнялись композиции националистической направленности. В январе 1942 года хор наряду с украинскими народными песнями исполнил «Чуєш, сурми грають» и «Марш националистов». Галичанин Иван (Юрий) Костюк, «зондерфюрер» прибывшего в город отдела пропаганды, передал администратору капеллы Сушко тексты песен, а также националистические брошюры, которые тот распространил среди хористов и знакомых.
Из воспоминаний Костюка можно больше узнать о классической театральной деятельности. По его словам, в начальный период оккупации ставились, в частности, «Запорожец за Дунаем», «Наталка Полтавка», «Вий», «Вечер накануне Ивана Купала», «Маруся Богуславка», а также зарубежные произведения. Спектакли проходили на украинском языке. Проводились концерты оркестров и хора: летом 1942 года прошёл концерт в честь столетия композитора Лысенко, в конце которого благодарственную речь произнёс немецкий генерал. Музыкальная школа дала концерт к юбилею Шевченко. «Днепровская волна» уведомляла о покупке театром украинских костюмов, полотенец, скатертей, ковров, поясов. Публиковались объявления о наборе в хор, мужской квартет и балет. Костюк так характеризовал труппу: «Настоящие, профессиональные актёры, что в голоде и холоде…буквально дневали и ночевали в театре».
Актёры тем временем занимались не только театральной деятельностью. Летом 1942 года Борис Лукьянов познакомился с Александром Кривицким, руководителем подпольной антифашистской организации, которая действовала в Кременчуге с осени 1941 года. В театре собралась группа людей во главе с Борисом Лукьяновым, которых объединила подпольная борьба: Николай Баль, Наталия Дембицкая, Михаил Гринченко, Иван Коваленко и Шура Мансурова. По воспоминаниям Лукьянова, актёры пытались «пустить под откос» антисоветскую постановку по новой пьесе Василя Васильевича Дубровского «Возвращение к Европе», а также тайно распространяли среди зрителей открытки со стихами, призывавшими бороться с Гитлером.
Политика оккупационных властей вскоре сменилась. 1 сентября 1942 года Кременчуг был отнесён к «Рейхскомиссариату Украина» (см. Кременчугский гебит). По воспоминаниям Костюка, с этого момента в театре больше не ставились украинские спектакли и не произносились благодарственные речи, а вместо этого начался активный принудительный угон гражданского населения в Германию. Музыкальная школа была закрыта, данные детей были переданы на биржу труда. Всего за время оккупации немцами было угнано из Кременчуга от 10 до 21 тысячи человек. «Днепровская волна» в начале месяца анонсировала театральный вечер для немецких солдат, а горожан призывала внять «призыву Фюрера» и явиться на биржу труда для отбытия в «прекрасную Германию».
С марта 1943 года по согласованию с гебитскомиссаром всем театральным работникам было запрещено работать вне театра без разрешения зондерфюрера — уполномоченного немецкого отдела пропаганды. В апреле отдел вынес театру благодарность за организацию досуга фронтовых солдат, вместе с тем вновь напомнив о недопустимости параллельной деятельности. 22 июня в театре прошли праздничные мероприятия в честь второй годовщины начала войны Германии против СССР. В фойе немцы организовали агитационную выставку «Волшебная Германия». Театральные подпольщики подменили несколько фальшивых писем якобы от угнанных в Германию и уничтожили несколько экспонатов.
В течение 1942—1943 годов многие члены походной группы ОУН были репрессированы немцами, были также расстреляны два редактора «Днепровской волны» и администратор капеллы Сушко. Из газеты «Наши дни» можно узнать, что в сентябре 1943 года актёрская труппа составляла 20 человек, балетная — 15, капелла — 30, действовали два оркестра. С наступлением советских войск в том же месяце немцы вывезли реквизит театра и разрушили само здание, как и большую часть других городских построек. Костюк увидел город «полностью уничтоженным».

## Послевоенный период
После освобождения города некоторые актёры пошли на фронт. После окончания войны Баль был режиссёром в Ровенском и Черниговском музыкально-драматических театрах, а также в драматических театрах Марийской, Башкирской и Татарской АССР, затем жил в Кременчуге. Лукьянов стал актером Киевского Национального академического драматического театра имени Ивана Франко. Коваленко стал актёром открывшегося в Кременчуге сразу после освобождения драматического театра имени Панаса Карповича Саксаганского, позднее работал в одной из школ. Митин также служил в театре Саксаганского, режиссёром. Пелашенко играл в Одесском украинском музыкально-драматическом театре. Сапсай, бывшая дирижёр театральной капеллы, была осуждена советской властью, позже реабилитирована и вернулась в Кременчуг. Руководительница музыкальной школы Дитлинг и глава отдела образования избежали ареста.
На месте театра, не подлежавшего восстановлению, в послевоенное время был построен многоэтажный жилой дом (Соборная 34/32). Улица, на которой больше не было театра, была переименована в улицу Шолом-Алейхема и вновь переименована в честь Юрия Гагарина после его полёта в космос.